# 達爾文鎮區 (明尼蘇達州米克縣)
達爾文鎮區（英語：Darwin Township）是位於美國明尼蘇達州米克縣的一個行政鎮區。

## 地方資料
達爾文鎮區的面積為86.97平方千米，當中陸地面積為79.09平方千米，而水域面積為7.88平方千米。根據2020年美國人口普查的數據，當地共有人口678人，而人口密度為每平方千米7.8人。